# Коротоякское сельское поселение
Коротоякское се́льское поселе́ние — муниципальное образование в Острогожском районе Воронежской области Российской Федерации.
Административный центр — село Коротояк.

## География
Поселение расположено в восточной части района, преимущественно на правом берегу реки Дон и реки Потудань. Площадь поселения — 19203,5 га.

## История
Статус и границы сельского поселения установлены Законом Воронежской области от 2 декабря 2004 года № 88-ОЗ «Об установлении границ, наделении соответствующим статусом, определении административных центров муниципальных образований Грибановского, Каширского, Острогожского, Семилукского, Таловского, Хохольского районов и города Нововоронеж».

## Население
| 2000  | 2005  | 2010  | 2012  | 2013  | 2014  | 2015  |
| ----- | ----- | ----- | ----- | ----- | ----- | ----- |
| 4852  | ↘4628 | ↘3923 | ↘3870 | ↘3849 | ↘3800 | ↘3799 |
| 2016  | 2017  | 2018  |       |       |       |       |
| ↘3777 | ↘3749 | ↗3825 |       |       |       |       |

## Состав сельского поселения
| № | Населённый пункт | Тип населённого пункта       | Население |
| - | ---------------- | ---------------------------- | --------- |
| 1 | Аверино          | хутор                        | ↘0        |
| 2 | Гостинный        | хутор                        | ↘9        |
| 3 | Коротояк         | село, административный центр | ↘1904     |
| 4 | Мостище          | хутор                        | ↘7        |
| 5 | Покровка         | село                         | ↘1746     |
| 6 | Успенское        | село                         | ↘257      |

## Достопримечательности
Коротоякское сельское поселение — одно из интереснейших в историко-культурном отношении поселений долины Лукодонья. Здесь сконцентрированы древнейшие, археологические, города, город-крепость XVII века, места древних святилищ и монастырей, нетронутые антропогенным вмешательством ландшафты.

## Флаг
Флаг утверждён 8 июня 2007 года: «Прямоугольное голубое полотнище с соотношением ширины к длине 2:3, несущее вдоль нижнего края жёлтую полосу в 1/9 ширины полотнища, отстоящую на такое же расстояние от нижнего края, и вплотную к жёлтой полосе, над ней — изображения красной житницы с жёлтой кровлей, на которой жёлтый рог изобилия с красными садовыми розами и зелёными листьями».